# Филатов, Иван Тимофеевич
Ива́н Тимофе́евич Фила́тов (13 января 1925, Большая Рязань, Ставропольский район, Самарская область, РСФСР, СССР ― 10 марта 1986, Уфа, Башкирская АССР, РСФСР, СССР) ― советский юрист, прокурор. Прокурор Марийской АССР (1972―1977) и Башкирской АССР (1977―1986), государственный советник юстиции 2-го класса. Заслуженный юрист РСФСР (1972). Участник Великой Отечественной войны.

## Биография
Родился 13 января 1925 года в селе Большая Рязань Ставропольского района Самарской области в крестьянской семье. Рано осиротел.
В 1942 году призван в РККА. Участник Великой Отечественной войны: окончил Куйбышевское пехотное училище, разведчик 304 гвардейского стрелкового полка 100 гвардейской стрелковой дивизии на Ленинградском фронте, гвардии рядовой. В 1944 году тяжело ранен, инвалид. Награждён орденом Отечественной войны I степени и медалями, в том числе медалью «За отвагу». 
С 1945 года ― в органах прокуратуры Куйбышевской области: секретарь прокуратуры Ленинского района Куйбышева, следователь, прокурор следственного отдела, заместитель, первый заместитель прокурора Куйбышевской области.
В 1972―1977 годах ― прокурор Марийской АССР. Характеризуется как «доброжелательный человек, высококвалифицированный юрист, требовательный руководитель». Служил личным примером в расследовании особо опасных преступлений.
В 1975―1978 годах избирался депутатом Верховного Совета Марийской АССР IX созыва. 
В 1977―1986 годах ― прокурор Башкирской АССР. В 1984 году в Башкирском книжном издательстве вышла в свет его книга «Администрации и профкому о дисциплине труда».
В 1972 году ему присвоено почётное звание «Заслуженный юрист РСФСР». Награждён орденом «Знак Почёта» и медалями.
Скончался 10 марта 1986 года в г. Уфе Башкирской АССР от сердечного приступа в рабочем кабинете. Похоронен в Уфе на одном из городских кладбищ. 

## Звания и награды

### Трудовые
- Заслуженный юрист РСФСР (1972)[1]
- Орден «Знак Почёта»[8]
- Медаль «За доблестный труд. В ознаменование 100-летия со дня рождения Владимира Ильича Ленина» (1970)[1]

### Боевые
- Орден Отечественной войны I степени (1985)[9]
- Медаль «За отвагу» (СССР) (06.11.1947)[10]
- Медаль «За победу над Германией в Великой Отечественной войне 1941—1945 гг.» (09.05.1945)[3]